# 암 하아레츠
암 하아레츠( עם הארץ, Am ha'aretz, 복수형 ammei ha'aretz) 또는 그 땅의 사람들은 히브리어 성경과 랍비 문학에서 발견되는 용어이다.

## 타나크
타나크에서 '그 땅의 사람들'(히브리어 암 하아레츠)이라는 용어는 유다 왕국 내의 특별한 사회 집단 또는 카스트를 나타낸다. 성경에 나오는 암 하아레츠의 활동 중에는 아달랴에 대한 반란이 있었다. 대조적으로, ammei ha'aretzot는 외국인, 즉 세계의 국가(이방인) 또는 에레츠 이스라엘 내에 거주하는 토착 가나안 인구를 나타낸다.
제2성전 시대에 "땅의 백성"(암 하아레츠)은 바벨론 포로에서 돌아온 사람들과 대조된다. 이 용어가 뒤에 남아 혼합주의적 견해를 채택한 유대 백성을 가리키는 것인지 아니면 비히브리인을 가리키는 것인지는 분명하지 않다. 루벤스타인(Rubenstein) (2003)은 에스라와 느헤미야서에서 귀족과 제사장 계급이 바빌로니아로 추방되는 동안 그 땅에 남아 있던 시골 유대인을 지칭한다고 생각한다. Kartveit(2009)의 관점에서 Ezra와 Nehemiah에서 사용된 용어는 그 구분이 정확하지 않을 수 있다. "땅의 백성"(에스라 4:4)이 "땅의 백성"(에스라 9:1 ammei ha'aretzoth)과 결혼했다는 암시가 있을 수 있으며, 사마리아인의 기원과 관계가 있을 수 있다.

## 유대교 랍비
히브리어 성경에서 암 하아레츠라는 용어의 용법은 하슈모나이 왕국 시대, 따라서 미슈나에서의 용법과 거의 관련이 없다. 탈무드(Talmud)는 무지로 인해 계명 준수에 소홀할 가능성이 있는 교육을 받지 못한 유대인에게 "땅의 사람들"을 적용한 것으로 "소박한"의 의미와 "천박한, 미개한, 무지한"의 의미를 결합한 용어이다.
고대(하스모니아에서 로마까지, 기원전 140-70년)에 암 하아레츠는 바리새인이나 사두개인의 학식 있는 분파와는 대조적으로 교육을 받지 못한 소박한 유대 인구였다.
암 하아레츠는 두 가지 유형이 있었는데, 유대인들이 계명을 철저히 지키지 않아 멸시를 받는 "암 하아레츠 라-토라"와 토라를 전혀 공부하지 않았다는 이유로 불명예로 낙인 찍힌 "암 하아레츠 라-토라"였다.
암 하아레츠는 탈무드 바빌 페사힘 49의 매우 늦은 예외적인 구절에서 비난을 받았는데, 여기서 그것들은 차차밈(chachamim) (현명한) 및 탈미데이 차차님(talmidei chachamim "현명한 학생", 즉 탈무드의 학자)와 대조된다. 본문에는 암 하아레츠의 딸과 결혼해서는 안 된다는 랍비의 가르침이 들어 있다. 왜냐하면 그가 죽거나 추방되면 그의 아들도 암 하아레츠가 될 것이기 때문이다(유대인 모계와 관련이 있다). 남자는 탈미드 차참의 딸과 결혼하기 위해 차라리 자신의 모든 재산을 팔아야 한다. 탈미드 차참(talmid chacham)과 암 하아레츠의 딸의 결혼은 보기 흉하고 불쾌한 포도나무와 야생 포도주의 잡종에 비유된다.
암 하아레츠는 종종 차버(chaber)와 대조된다.

## 같이 보기
- 유대교
- 랍비 문학
- 유대인